# Блакитні Янголи
Блакитні Янголи (англ. Blue Angels), офіційно U.S. Navy Flight Demonstration Squadron — пілотажна команда ВМС США. Вона утворена у 1946 році і є другою за віком офіційною пілотажною групою після французької Patrouille de France (1931 рік). З 2020 року команда виступає на шістьох літаках F/A-18E/F Super Hornet.

## Літаки
«Блакитні Янголи» за свою історію виступали на десяти моделях літаків, а також використовували шість моделей літаків підтримки.

### Основні літаки
- Grumman F6F-5 Hellcat: червень — серпень 1946
- Grumman F8F-1 Bearcat: серпень 1946—1949
- Grumman F9F-2 Panther: 1949 — червень 1950; F9F-5 Panther: 1951 — зима 1954/55
- Grumman F9F-8 Cougar[en]: зима 1954/55 — середина сезону 1957
- Grumman F-11 Tiger: середина сезону 1957—1968
- McDonnell Douglas F-4J Phantom II: 1969 — грудень 1974
- Douglas A-4F Skyhawk: грудень 1974 — листопад 1986
- McDonnell Douglas F/A-18 Hornet: листопад 1986—2010
- Boeing F/A-18A/C Hornet: 2010—2020
- Boeing F/A-18E Super Hornet: з 2021[2]

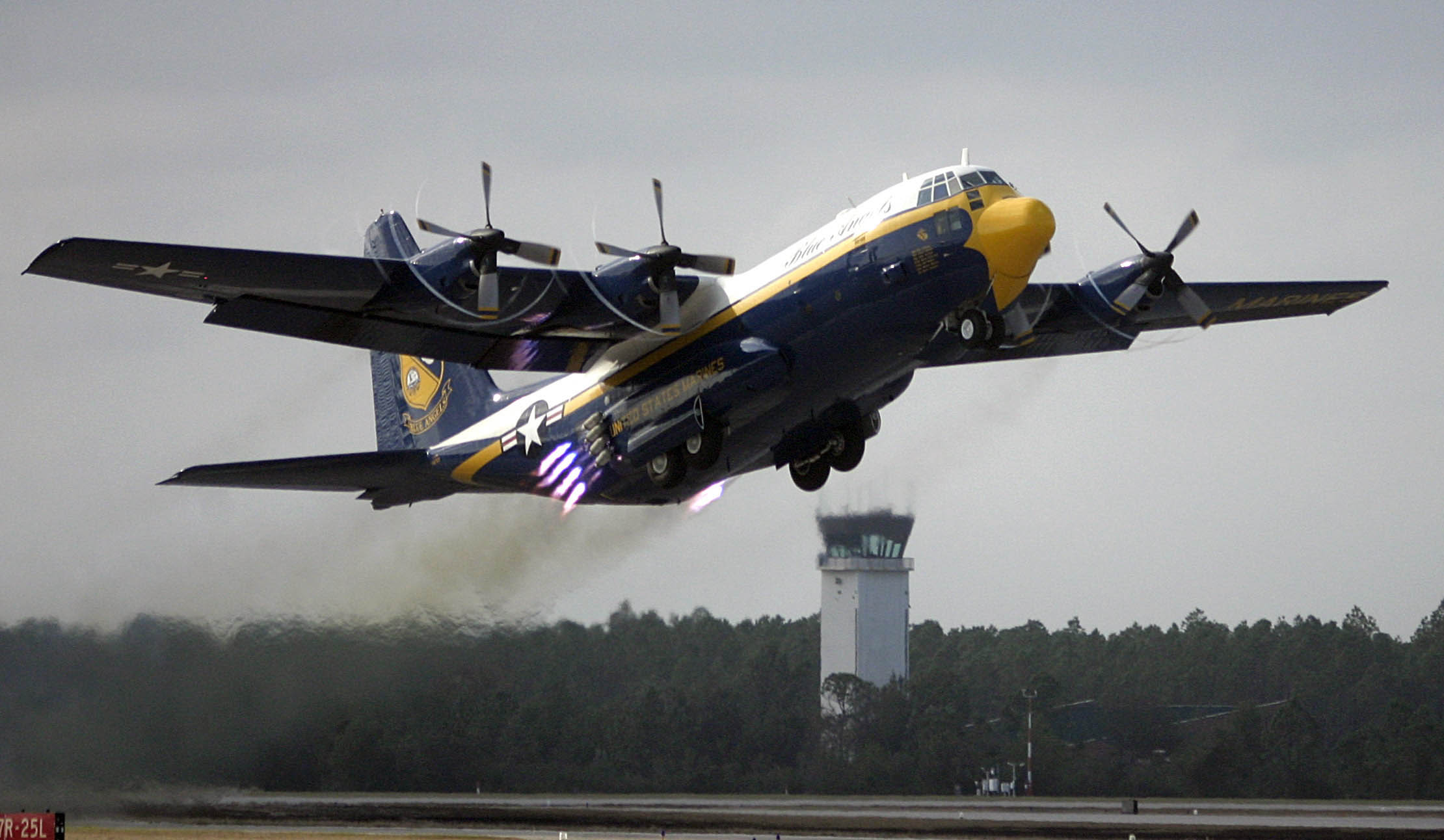
«Товстий Альберт» злітає на стартовому прискорювачі.

### Літаки підтримки
- Douglas R4D-6 Skytrain: 1949—1955
- Curtiss R5C Commando: 1953 рік
- Douglas R5D Skymaster: 1956—1968
- Lockheed C-121 Super Constellation[en]: 1969—1973
- Lockheed C-130 Hercules: 1970—2019. Цей літак на прізвисько англ. Fat Albert («Товстий Альберт») з 1975 по 2009 рік також брав участь у шоу, демонструючи зліт за допомогою стартового ракетного прискорювача.
- Lockheed Martin C-130J Super Hercules: з 2020

Крім того, наприкінці 1940-х років для імітації японського літака Mitsubishi Zero під час виступів використовувався North American T-6 Texan.

## Історія

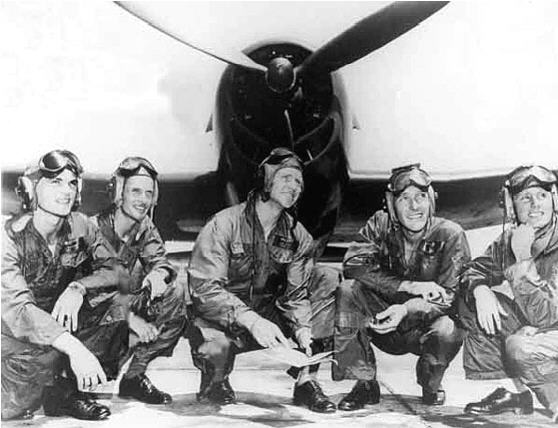
Перший склад команди, 1946 рік.

«Блакитні Янголи» були створені як показова льотна команда ВМС 24 квітня 1946 року за наказом тодішнього керівника військово-морських операцій адмірала Честера Німіца.  Метою створення було підвищити моральний дух ВМС, продемонструвати потужність військово-морської авіації та підтримати суспільний інтерес до морської авіації, і дати ВМС отримати громадську та політичну підтримку для більшого розподілу скорочуваного оборонного бюджету.
15 червня 1946 року група провела перше авіашоу на аеродромі Крейгфілд біля Джексонвілла, штат Флорида  на літаках Grumman F6F Hellcat, що були спеціально модифіковані для зменшення ваги та пофарбовані у синій колір із золотим оздобленням. Крім них, команда використовувала літак North American T-6 Texan, пофарбований так, щоб нагадувати японський Zero, у номері, що імітував повітряний бій. Пізніше цей літак був пофарбований у жовтий колір і названий «Beetle Bomb» («Жук-бомба»).
На авіашоу 19–21 липня 1946 року в Омасі, штат Небраска команда вперше виступила під назвою «Блакитні Янголи». Ця назва виникла з ініціативи одного з пілотів, який прочитав про нічний клуб «Blue Angel» у журналі «Нью-Йоркер».  Після десяти виступів на літаках Hellcat, 25 серпня їх замінили на чотири легші, швидші та потужніші F8F-1 Bearcat.  У 1949 році Texan для повітряних боїв теж був замінений на Bearcat, що був також пофарбований у жовтий колір і успадкував прізвисько «Beetle Bomb».
Того ж літа команда придбала й освоїла реактивні літаки Grumman F9F-2B Panther, на яких вперше виступила на авіашоу в Бомонті, тоді ж додавши шостого пілота. «Beetle Bomb» тепер виконував одиночний пілотаж перед основним шоу, поки не розбився під час тренувань 24 квітня 1950 року, внаслідок чого загинув його пілот.
10 вересня 1949 року штаб команди перемістився з Корпус-Крісті в Техасі до Вайтінг-Філд у Флориді.
25 червня 1950 року почалася Корейська війна, і «Блакитні Янголи» були розформовані, а їх пілоти переведені на авіаносець «Прінстон», ставши ядром 191-ї винищувальної ескадрильї, яку очолив тодішній командир і лідер групи лейтенант-командер Джон Магда (в березні 1981 загинув у повітряному бою)  25 жовтня 1951 року групі було наказано повернутися до пілотажних виступів, і у травні 1952 «Блакитні Янголи» знову виступили на Panthers на авіашоу в Мемфісі, Теннессі.
Взимку 1954 команда перейшла на свою теперішню базу в Пенсаколі, штат Флорида, і замінила літаки Panther на Grumman F-9 Cougar. У вересні 1956 було додано шостий літак в ролі другого соліста. Тоді ж було здійснено перший виступ за межами Сполучених Штатів — на Міжнародній авіаційній виставці в Торонто, Канада.
У 1957 році «Янголи» перейшли з Cougar на надзвукові Grumman F-11 Tiger. У липні 1964 року вони взяли участь у ювілейному авіашоу Aeronaves de Mexico у Мехіко перед 1,5 мільйона глядачів, провели тур Карибськими островами, здійснивши п'ять виступів, а пізніше того ж року вирушили в європейський тур, серед іншого зірвавши овації на Паризькому авіасалоні.
У 1969 команда пересіла на двомісні F-4 Phantom II (друге місце під час виступів майже завжди залишалося порожнім).
У 1971 році команда провела свій перший далекосхідний тур, неодноразово виступивши у Кореї, Японії, на Тайвані, Гуамі та Філіппінах.
У 1972 році «Блакитні Янголи» були нагороджені Відзнакою військово-морського флоту за дворічний період з 1 березня 1970 року по 31 грудня 1971 року. У 1973 році відбулося ще одне турне, яке включало авіашоу в Ірані, Англії, Франції, Іспанії, Туреччині, Греції та Італії.
У 1974 році команда змінила літаки на A-4 Skyhawk II, а 8 листопада 1986 року — на F/A-18 Hornet, на яких потім виступала протягом 34 років до 2020.
У 1992 році пройшов перший за 19 років європейський тур. Команда протягом місяця виступивши у Швеції, Фінляндії, Румунії, Болгарії, Італії, Великобританії, Іспанії, а також стала першою іноземною пілотажною групою, що виступила в Росії.
У 2009 році «Блакитні Янголи» були включені до Міжнародної зали слави авіації та космонавтики в Музеї авіації та космонавтики Сан-Дієго.
4 листопада 2020 року команда офіційно перейшла на літаки F/A-18E/F Super Hornet.

### Фотографії виступів на літаках різних років

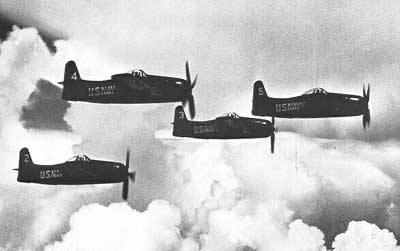
Grumman F8F Bearcat, 1947
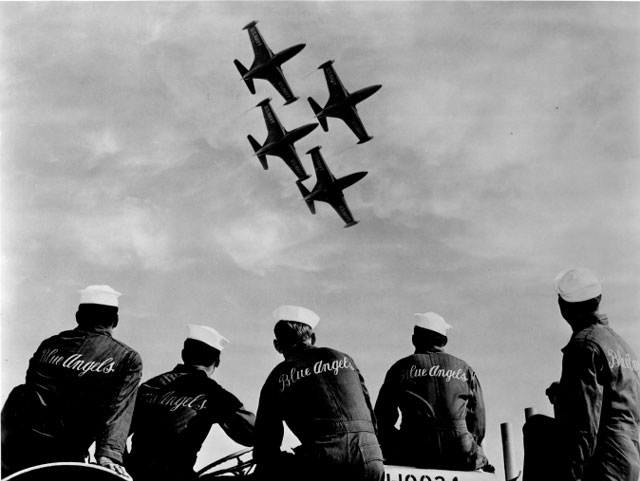
Grumman F9F-2 Panther, 1952
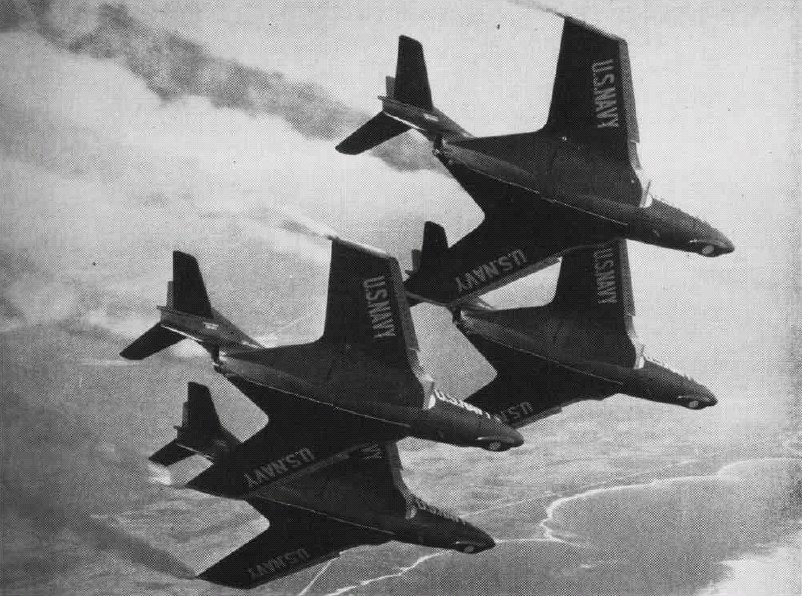
Grumman F9F-8 Cougar, 1956
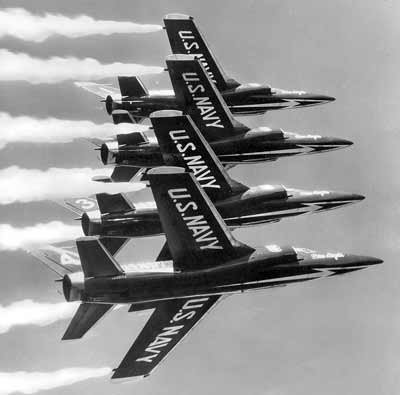
Grumman F11F-1 Tiger, 1957–69 (дата фото точно не зазначена)
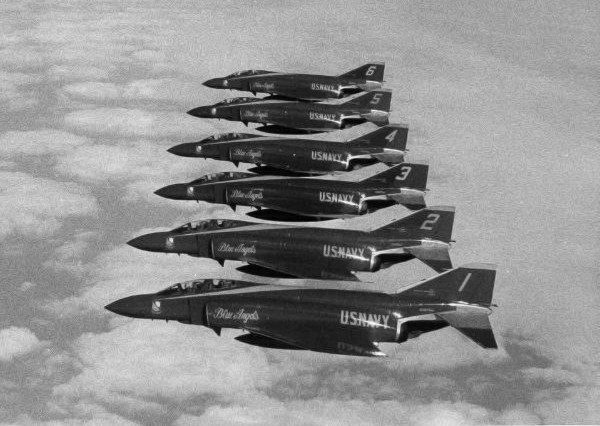
McDonnell Douglas F-4J Phantom II, 1970 або 1971
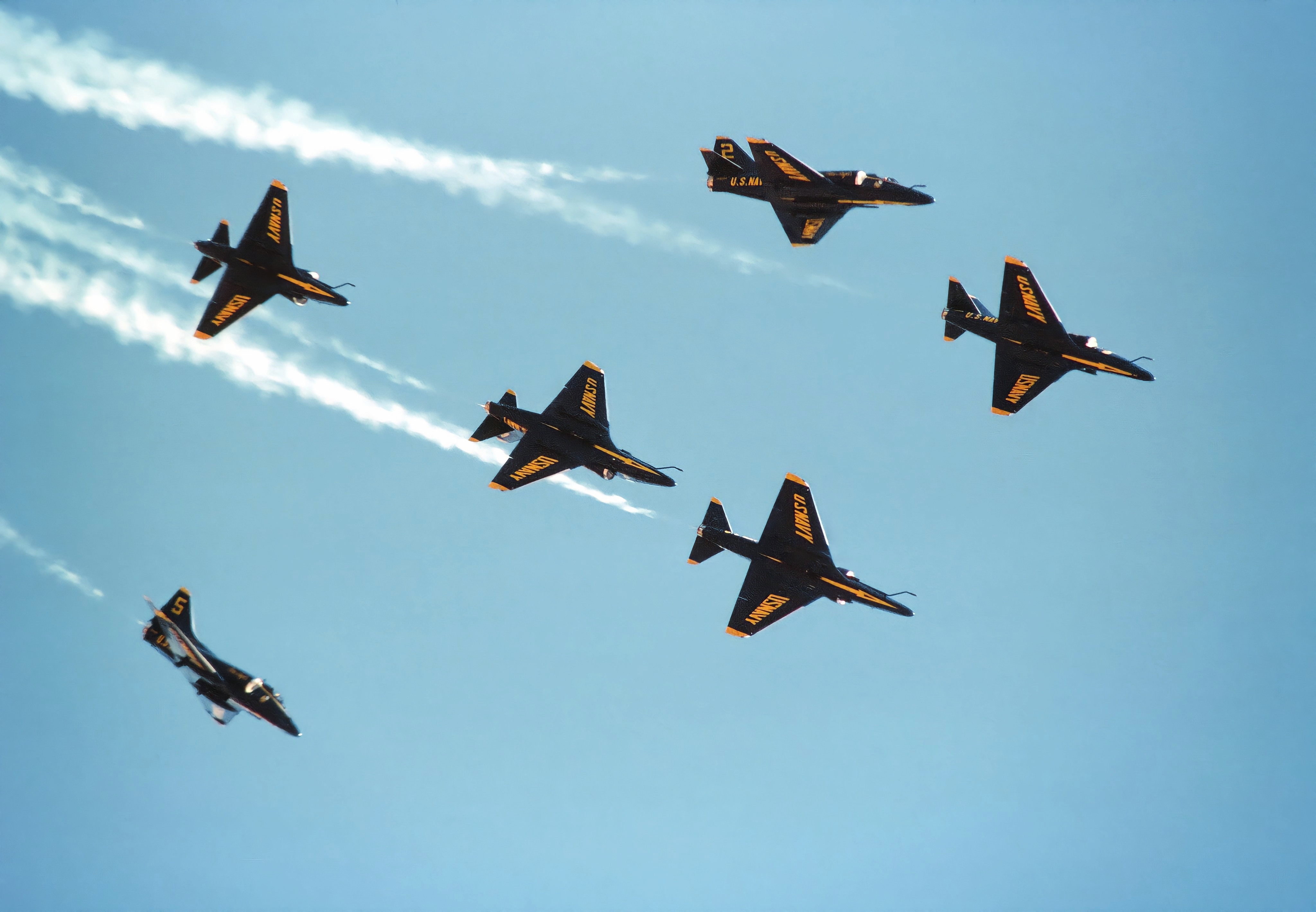
Douglas A-4F Skyhawk, 1987
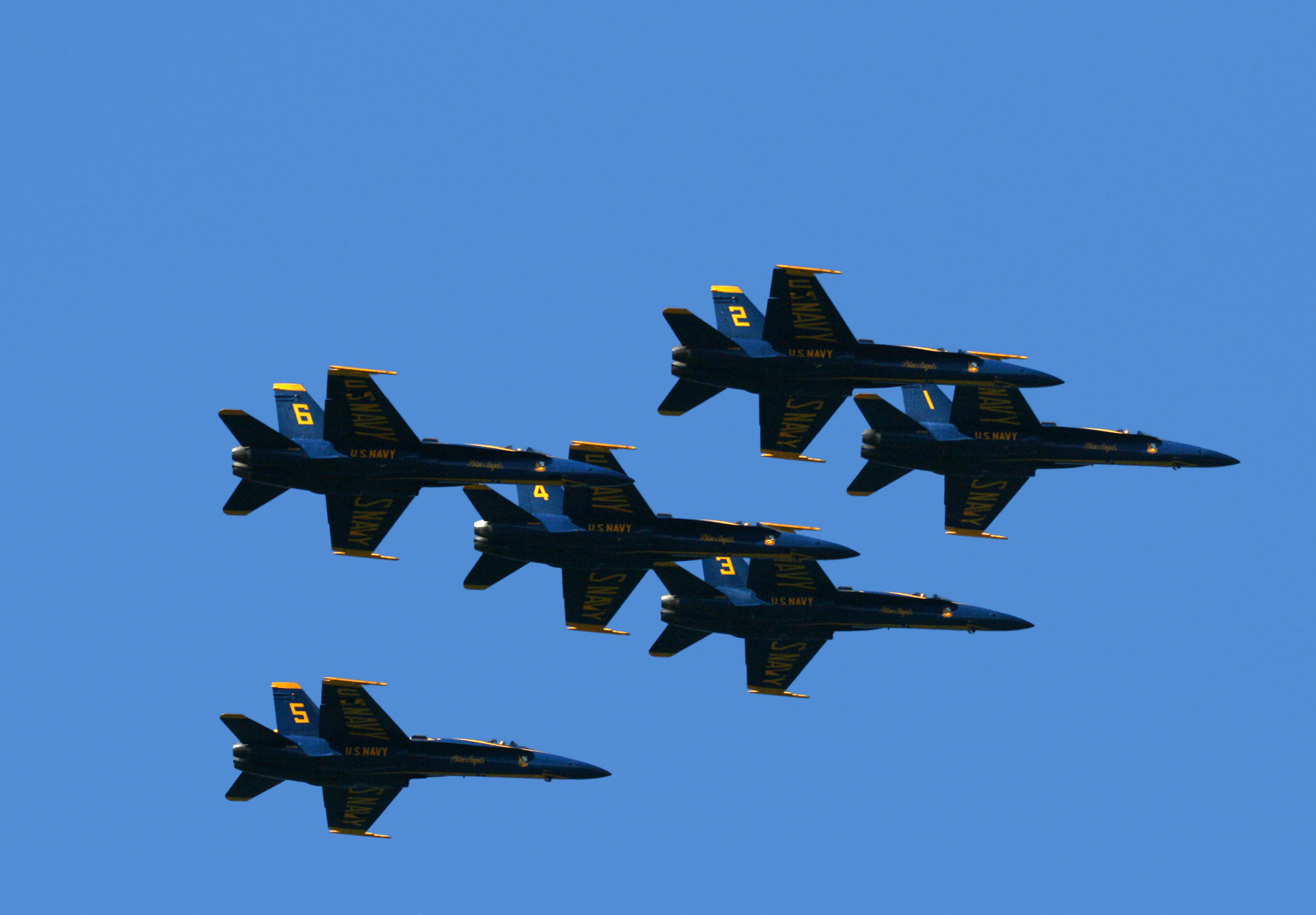
F/A-18 Hornet, 2009

## Інциденти

### Катастрофічні
- Лейтенант Росс «Роббі» Робінсон — 29 вересня 1946 року загинув під час виступу, коли в його F8F-1 Bearcat відколовся край крила, що призвело до звалювання у штопор.
- Лейтенант Бад Вуд — 7 липня 1952 року загинув, коли його F9F-5 Panther зіткнувся з іншим реактивним літаком Panther під час виступу в Корпус-Крісті, Техас.
- Командер Роберт Ніколлс Ґлазґо — 14 жовтня 1958 року, лише через кілька днів після того, як був призначений новим лідером «Блакитних Янголів», загинув під час польоту для ознайомлення з місцевістю.
- Лейтенант Антон М. Кампанелла — 14 червня 1960 року загинув, впавши на літаку Grumman F-11A Tiger у воду біля форту Морган, штат Алабама, під час випробувального польоту.
- Лейтенант Джордж Л. Ніл — 15 березня 1964 року загинув під час спроби здійснити аварійну посадку в аеропорту Апалач біля Апалачикола (Флорида). Пілот встиг катапультуватися, але його парашут розкрився не повністю.
- Лейтенант-командер Дік Олівер — 2 вересня 1966 розбився на своєму F-11A Tiger на Канадському міжнародному авіасалоні в Торонто[en].
- Лейтенант Френк Галлахер — 1 лютого 1967 року: загинув, коли його F-11A Tiger на тренуванні заглох і впав під час виконання кубинської напіввісімки[en].
- Капітан Рональд Томпсон — 18 лютого 1967 року загинув на тренуванні, врізавшись на F-11A Tiger врізався в землю.
- Лейтенант Білл Ворлі (другий соліст) — 14 січня 1968: загинув на тренуванні, коли його Tiger розбився під час виконання подвійного перевороту Іммельманна.
- Лейтенант Ларрі Воттерс — 14 лютого 1972 року загинув на тренуванні, коли його F-4J Phantom II вертикально врізався у землю під час відпрацювання перевернутого польоту.
- Лейтенант-командер Скіп Амстед (лідер групи), капітан Майк Мерфі та начальник екіпажу Рон Томас загинули на тренуванні 26 липня 1973 року під час зіткнення двох «Фантомів» у повітрі над Лейкгерст (Нью-Джерсі). Решту сезону було скасовано.
- Лейтенант Найл Крафт (другий соліст) — 22 лютого 1977 загинув, врізавшись на Skyhawk у землю під час тренувань.
- Лейтенант Майкл Кертін — 8 листопада 1978 року розбився на Skyhawk при приземленні на авіабазі Мірамар[en].
- Лейтенант-командер Стю Паурі (основний соліст) — 22 лютого 1982 року: загинув, коли його Skyhawk врізався в землю під час тренувань на базі Ель-Сентро.
- Лейтенант-командер Майк Гершон (другий соліст) — 13 липня 1985 на Skyhawk зіткнувся з лейтенантом Енді Капуті (основний соліст) під час шоу на Ніагарському водоспаді. Гершон загинув, Капуті вдало катапультувався.
- Лейтенант-командер Кірон О'Коннор і лейтенант Кевін Коллінг — 28 жовтня 1999 року: розбилися на літаку Hornet при ударі об землю на базі Валдості, Джорджія.
- Лейтенант-командер Кевін Дж. Девіс — 21 квітня 2007 року розбився на своєму Hornet під кінець авіашоу в Бофорті[en], штат Південна Кароліна.
- Капітан Джефф Кусс (другий соліст) — 2 червня 2016 розбився під час виконання маневру Split-S на F/A-18 Hornet під час репетиції перед The Great Tennessee Air Show у Смірні, штат Теннессі. Він встиг катапультуватися в момент удару, але парашут загорівся від вибуху, і Кусс загинув при падінні на землю. За дивним збігом, в той же день стався інцидент, в якому розбився літак головного конкурента «Янголів» — команди ВПС США «Буревісники» (його пілот вдало катапультувався).

## Галерея

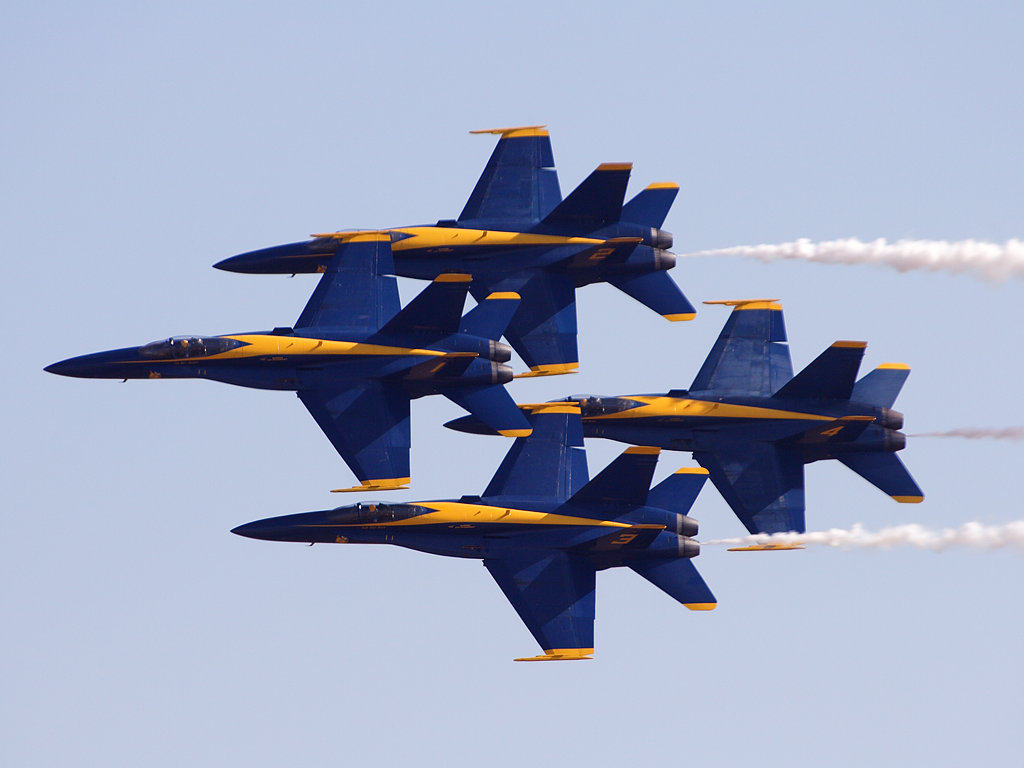
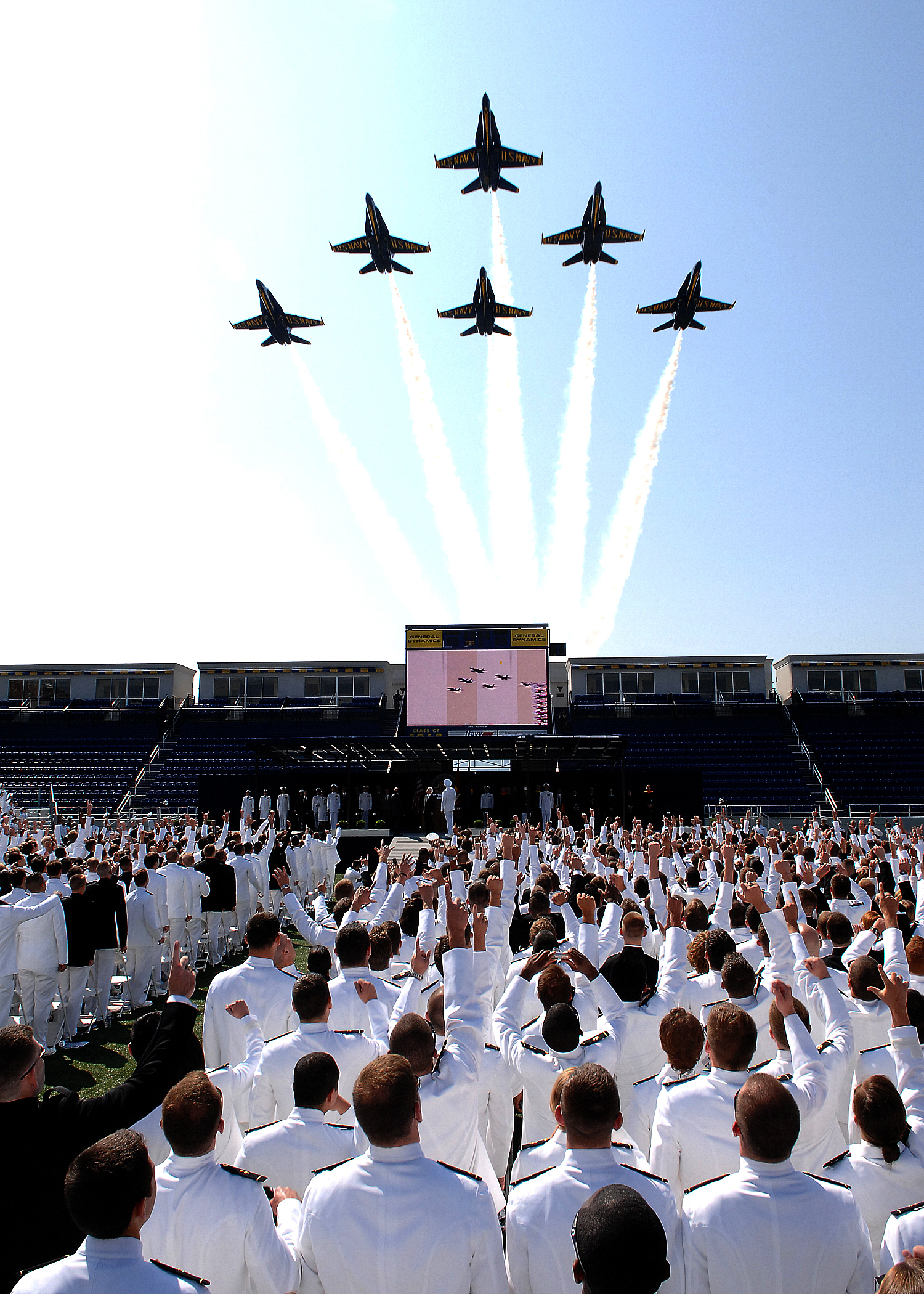
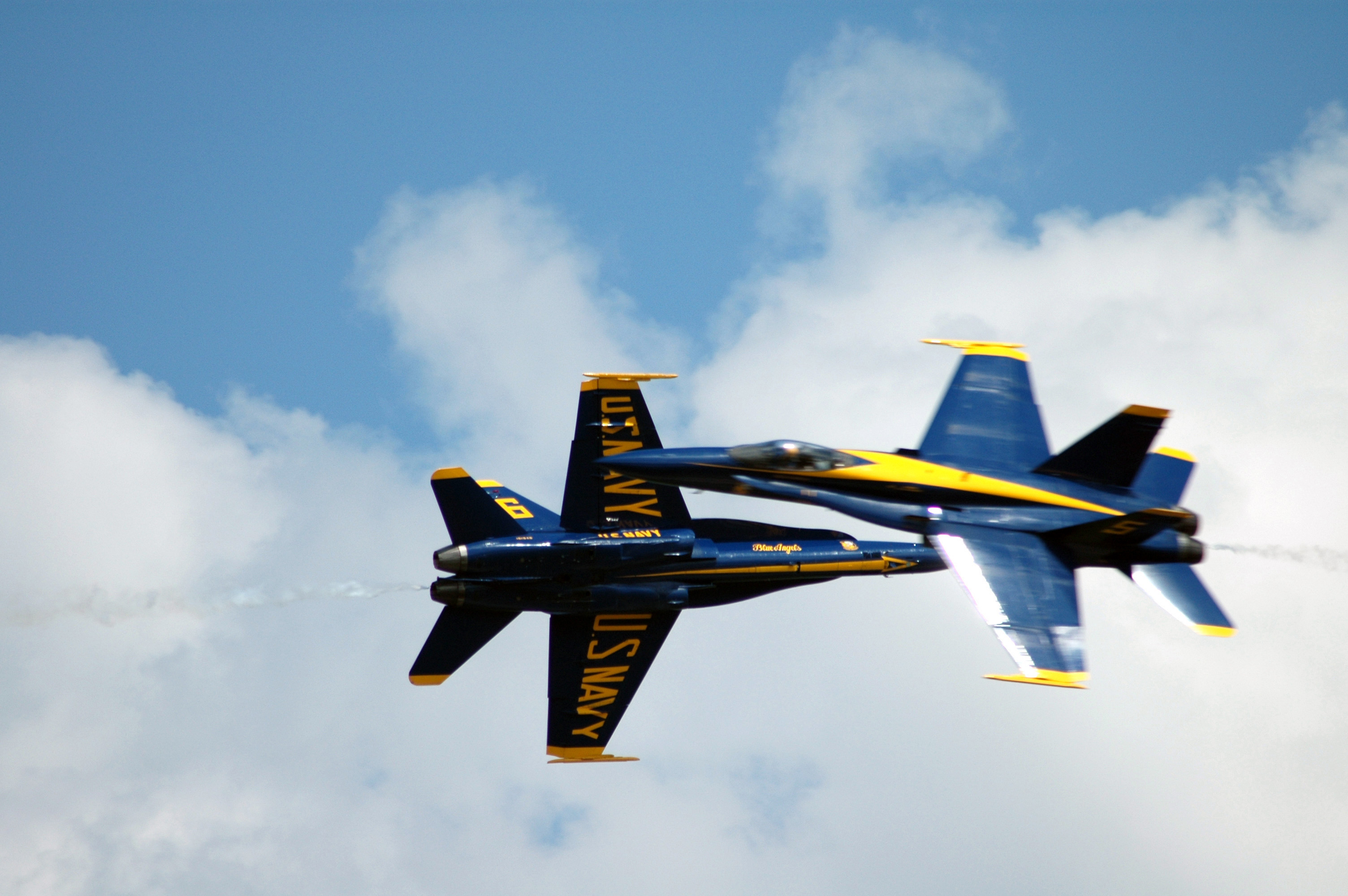
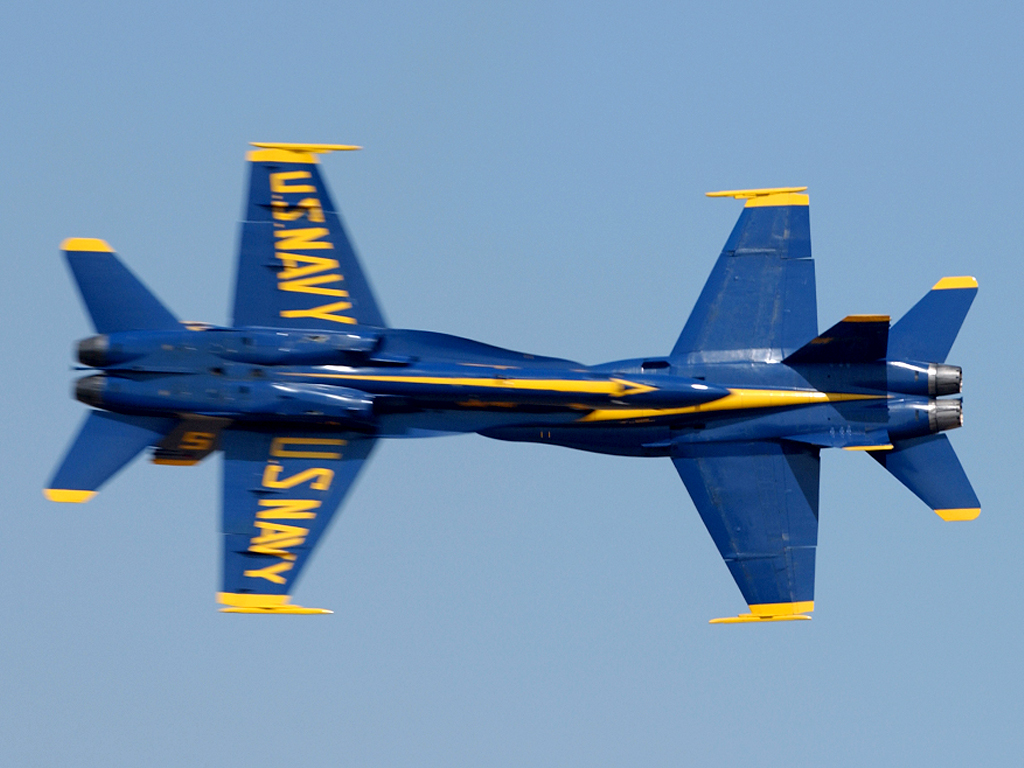
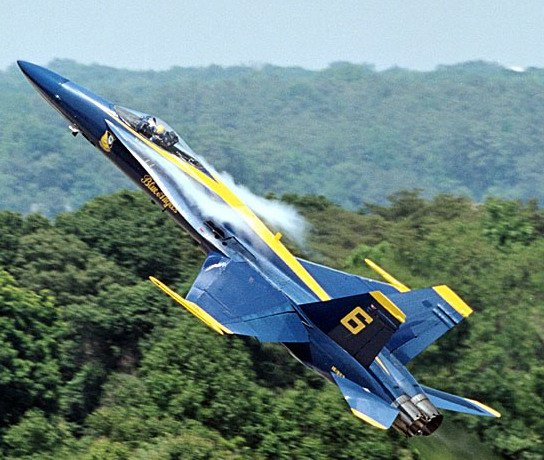
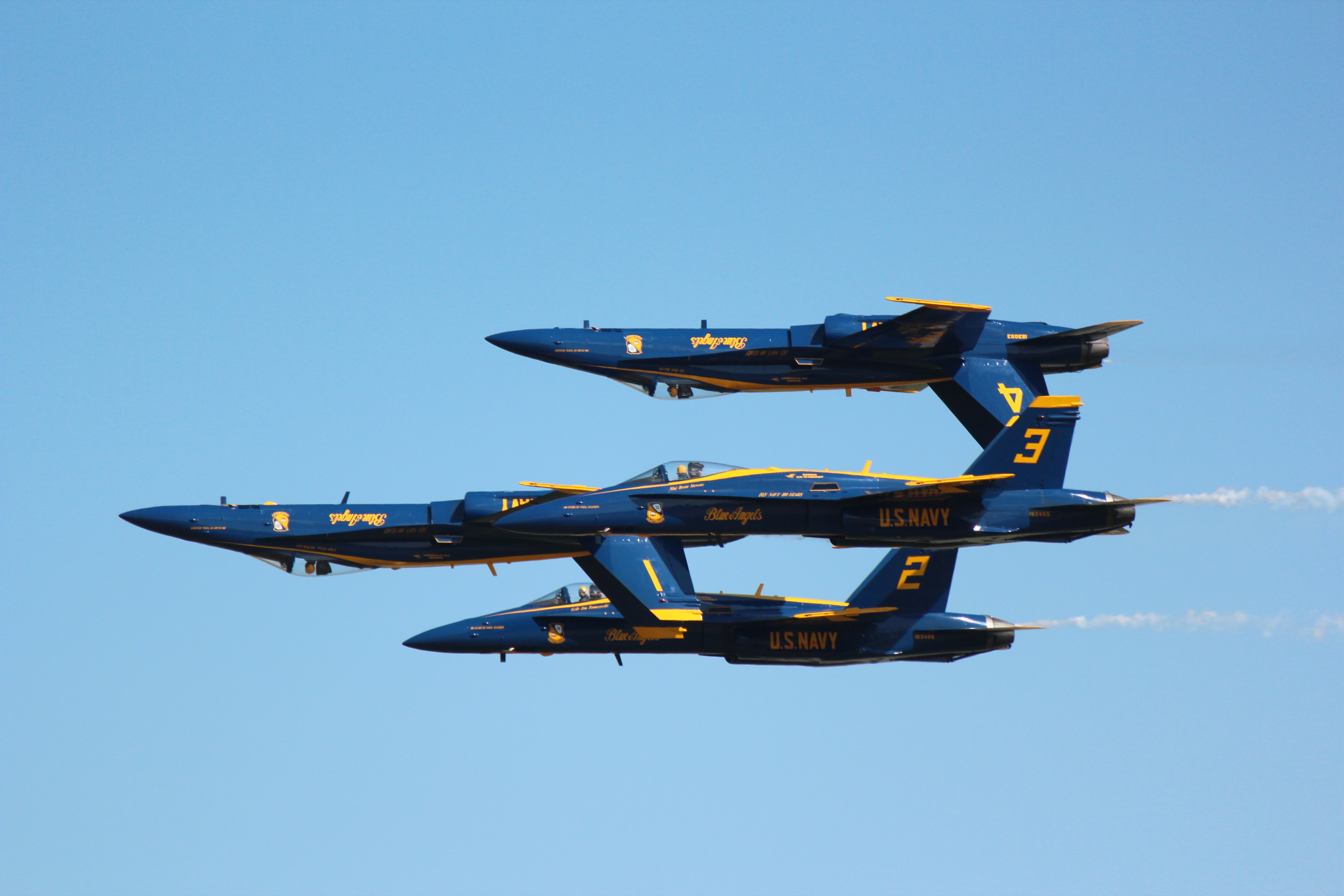
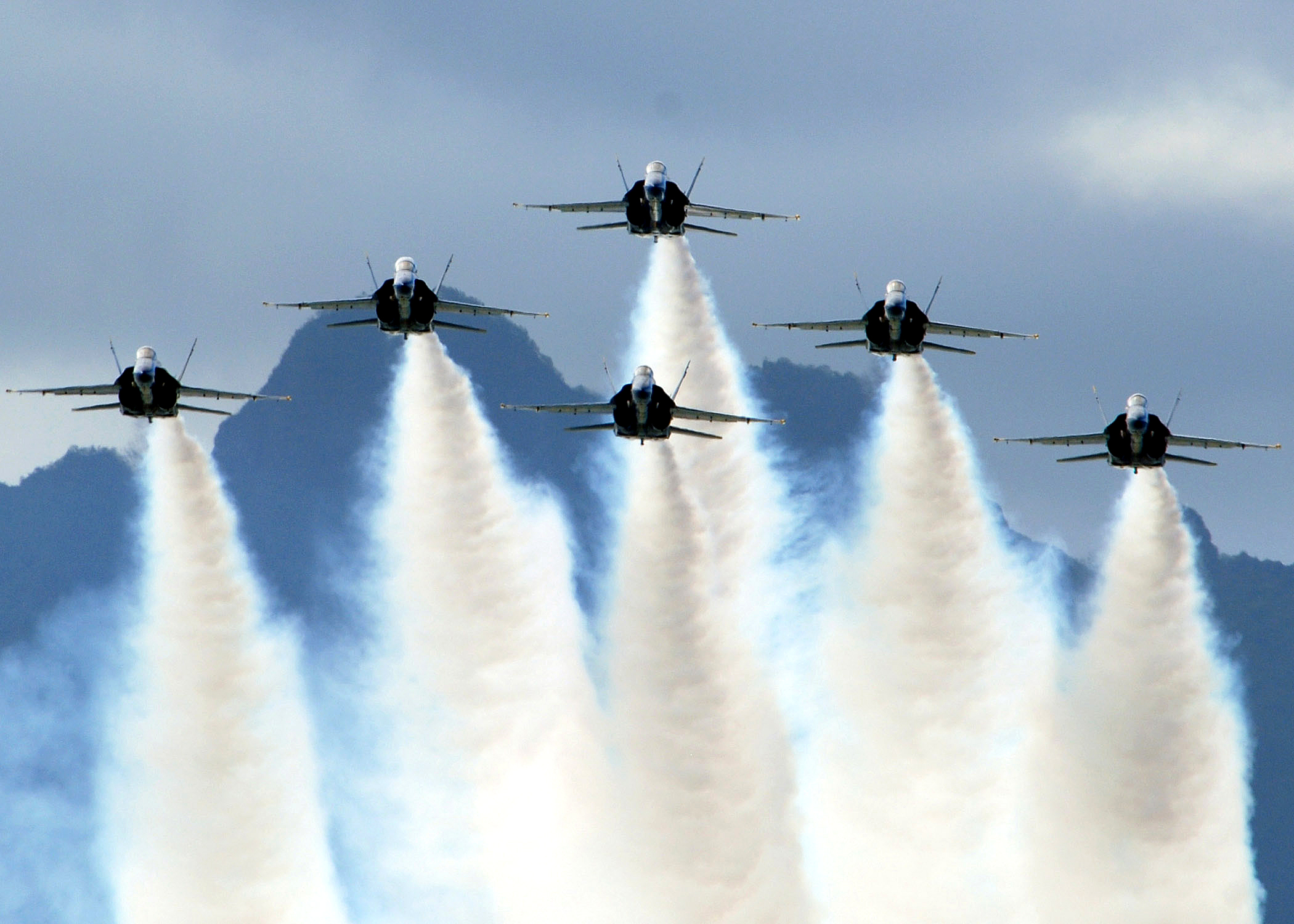

## Відео
Відео з фрагментами авіашоу на YouTube